# Bembina
Bembina (en griego, Βέμβινα) es el nombre de una antigua población griega de Argólide. Sus habitantes se llamaban bembineos.
Estrabón dice que era una pequeña aldea que se ubicaba entre Cleonas y Fliunte, cerca de Nemea. Según la mitología griega, se trataba de uno de los lugares que fue asolado por el león de Nemea.
Se desconoce el lugar exacto donde se localizaba.